# تعین‌گرایی تاریخی
جبر تاریخی یا جبرگرایی تاریخی یا تعین‌گرایی تاریخی (به انگلیسی: Historical determinism) باوری است که معتقد است وقایع تاریخ توسط نیروهای مختلف پیشین تعیین یا محدود شده‌اند، بنابراین به یک معنا، اجتناب‌ناپذیرند. این دیدگاه فلسفی تعین‌گرایی است که در مورد فرآیند یا جهتی که تاریخ طی می‌کند، به کار می‌رود. جبر تاریخی علت رویداد را در پسِ آن قرار می‌دهد.
مفهوم جبرگرایی در قرن نوزدهم پدیدار شد. ایده اصلی این است که عوامل خاصی وجود انسان‌ها را تعیین می‌کنند، بنابراین دامنه اراده آزاد آن‌ها را محدود می‌کنند. رویکردی در تاریخ است که معتقد است تاریخ ذاتاً معنادار است. این کلمه به‌معنای تعیین یک برداشت غایی یا مکانیکیِ انعطاف‌ناپذیر از روند تاریخی است که آینده را نتیجه اجتناب‌ناپذیر و از پیش تعیین‌شده گذشته جلوه می‌دهد.